# Сура Аль-Фаджр
Сура Аль-Фаджр (араб. سورة الفجر‎) або Зоря — вісімдесят дев'ята сура Корану. Мекканська, містить 30 аятів.